# American Football League of China 2016
La American Football League of China 2016 è stata la 4ª edizione del campionato cinese di football americano di primo livello, organizzato dalla AFLC.
La finale è stata giocata il 14 gennaio 2017.

## Squadre partecipanti
| Club                    | Città     | Stadio | Sponsor ufficiale | Risultato nella stagione 2015 |
| ----------------------- | --------- | ------ | ----------------- | ----------------------------- |
| Beijing Iron Brothers   | Pechino   |        |                   |                               |
| Chengdu Pandaman        | Chengdu   |        |                   |                               |
| Chongqing Centaurs      | Chongqing |        |                   |                               |
| Chongqing Dockers       | Chongqing |        |                   |                               |
| Guangzhou Apaches       | Canton    |        |                   |                               |
| Guangzhou Tigers        | Canton    |        |                   |                               |
| Hefei Crocodiles        | Hefei     |        |                   |                               |
| Hong Kong Cobras        | Hong Kong |        |                   |                               |
| Hong Kong Combat Orcas  | Hong Kong |        |                   |                               |
| Hong Kong Warhawks      | Hong Kong |        |                   |                               |
| Shanghai Fudan Dragoons | Shanghai  |        |                   |                               |
| Shanghai Nighthawks     | Shanghai  |        |                   |                               |
| Shanghai Titans         | Shanghai  |        |                   |                               |
| Shanghai Warriors       | Shanghai  |        |                   |                               |

## Stagione regolare

### Calendario

#### 1ª giornata
| 13 agosto 2016 | Hong Kong Warhawks | 24 – 18 | Guangzhou Apaches |  |

#### 2ª giornata
| 21 agosto 2016 | Chongqing Dockers | 12 – 16 | Chengdu Pandaman |  |

#### 3ª giornata
| 27 agosto 2016 | Beijing Iron Brothers | 12 – 28 | Shanghai Warriors |  |

| 28 agosto 2016 | Shanghai Titans | 32 – 8 | Shanghai Nighthawks |  |

#### 4ª giornata
| 3 settembre 2016 | Guangzhou Apaches | 0 – 9 | Hong Kong Cobras |  |

| 3 settembre 2016 | Shanghai Fudan Dragoons | 20 – 22 | Hefei Crocodiles |  |

| 4 settembre 2016 | Guangzhou Tigers | 36 – 20 | Hong Kong Combat Orcas |  |

#### 5ª giornata
| 10 settembre 2016 | Shanghai Titans | 16 – 34 | Shanghai Warriors |  |

| 11 settembre 2016 | Chongqing Centaurs | 14 – 40 | Chongqing Dockers |  |

#### 6ª giornata
| 17 settembre 2016 | Hong Kong Warhawks | 20 – 0 | Hong Kong Cobras |  |

| 17 settembre 2016 | Hefei Crocodiles | 0 – 30 | Beijing Iron Brothers |  |

| 18 settembre 2016 | Shanghai Nighthawks | 81 – 0 | Shanghai Fudan Dragoons |  |

#### 7ª giornata
| 24 settembre 2016 | Guangzhou Apaches | 20 – 12 | Hong Kong Combat Orcas |  |

| 24 settembre 2016 | Chongqing Centaurs | 0 – 56 | Chengdu Pandaman |  |

#### 8ª giornata
| 15 ottobre 2016 | Guangzhou Tigers | 18 – 19 | Hong Kong Warhawks |  |

| 15 ottobre 2016 | Beijing Iron Brothers | 28 – 0 | Shanghai Fudan Dragoons |  |

| 15 ottobre 2016 | Hefei Crocodiles | 0 – 48 | Shanghai Titans |  |

| 16 ottobre 2016 | Shanghai Nighthawks | 6 – 20 | Shanghai Warriors |  |

| 16 ottobre 2016 | Chongqing Dockers | 58 – 8 | Chongqing Centaurs |  |

#### 9ª giornata
| 29 ottobre 2016 | Hong Kong Cobras | 0 – 14 | Guangzhou Tigers |  |

| 30 ottobre 2016 | Chengdu Pandaman | 56 – 14 | Chongqing Dockers |  |

| 30 ottobre 2016 | Hong Kong Combat Orcas | 10 – 0 | Hong Kong Warhawks |  |

| 30 ottobre 2016 | Beijing Iron Brothers | 14 – 20 | Shanghai Nighthawks |  |

#### 10ª giornata
| 5 novembre 2016 | Hefei Crocodiles | 8 – 44 | Shanghai Warriors |  |

#### 11ª giornata
| 12 novembre 2016 | Hong Kong Cobras | 28 – 8 | Hong Kong Combat Orcas |  |

| 12 novembre 2016 | Guangzhou Apaches | 9 – 3 | Guangzhou Tigers |  |

| 12 novembre 2016 | Chengdu Pandaman | 38 – 8 | Chongqing Centaurs |  |

| 12 novembre 2016 | Shanghai Fudan Dragoons | 6 – 64 | Shanghai Titans |  |

### Classifiche
Le classifiche della regular season sono le seguenti:
- PCT = percentuale di vittorie, G = partite giocate, V = partite vinte, P = partite perse, PF = punti fatti, PS = punti subiti

#### AFLC West
| Pos. | Squadra            | PCT   | G | V | N | P | PF  | PS  |
| ---- | ------------------ | ----- | - | - | - | - | --- | --- |
| 1    | Chengdu Pandaman   | 1.000 | 4 | 4 | 0 | 0 | 166 | 34  |
| 2    | Chongqing Dockers  | .500  | 4 | 2 | 0 | 2 | 124 | 94  |
| 3    | Chongqing Centaurs | .000  | 4 | 0 | 0 | 4 | 30  | 192 |

#### AFLC South
| Pos. | Squadra                | PCT  | G | V | N | P | PF | PS |
| ---- | ---------------------- | ---- | - | - | - | - | -- | -- |
| 1    | Hong Kong Warhawks     | .750 | 4 | 3 | 0 | 1 | 63 | 46 |
| 2    | Guangzhou Tigers       | .500 | 4 | 2 | 0 | 2 | 71 | 48 |
| 3    | Guangzhou Apaches      | .500 | 4 | 2 | 0 | 2 | 47 | 48 |
| 4    | Hong Kong Cobras       | .500 | 4 | 2 | 0 | 2 | 37 | 42 |
| 5    | Hong Kong Combat Orcas | .250 | 4 | 1 | 0 | 3 | 50 | 84 |

#### AFLC East
| Pos. | Squadra                 | PCT   | G | V | N | P | PF  | PS  |
| ---- | ----------------------- | ----- | - | - | - | - | --- | --- |
| 1    | Shanghai Titans         | 1.000 | 4 | 4 | 0 | 0 | 126 | 42  |
| 2    | Shanghai Warriors       | .750  | 4 | 3 | 0 | 1 | 160 | 48  |
| 3    | Shanghai Nighthawks     | .500  | 4 | 2 | 0 | 2 | 115 | 66  |
| 4    | Beijing Iron Brothers   | .500  | 4 | 2 | 0 | 2 | 84  | 48  |
| 5    | Hefei Crocodiles        | .250  | 4 | 1 | 0 | 3 | 30  | 142 |
| 6    | Shanghai Fudan Dragoons | .000  | 4 | 0 | 0 | 4 | 26  | 195 |

## Playoff

### Tabellone
|  | Quarti di finale    | Quarti di finale    | Quarti di finale    |                     |                     | Semifinali          | Semifinali | Semifinali |  |  | Finale | Finale | Finale |  |
|  |                     |                     |                     |                     |                     |                     |            |            |  |  |        |        |        |  |
|  | Hong Kong Warhawks  | Hong Kong Warhawks  | 8                   |                     |                     |                     |            |            |  |  |        |        |        |  |
|  | Hong Kong Warhawks  | Hong Kong Warhawks  | 8                   |                     |                     |                     |            |            |  |  |        |        |        |  |
|  | Guangzhou Tigers    | Guangzhou Tigers    | 28                  |                     |                     |                     |            |            |  |  |        |        |        |  |
|  | Guangzhou Tigers    | Guangzhou Tigers    | 28                  |                     | Guangzhou Tigers    | Guangzhou Tigers    | 23         |            |  |  |        |        |        |  |
|  |                     |                     |                     |                     | Guangzhou Tigers    | Guangzhou Tigers    | 23         |            |  |  |        |        |        |  |
|  |                     |                     | Shanghai Titans     | Shanghai Titans     | 24                  |                     |            |            |  |  |        |        |        |  |
|  | Shanghai Titans     | Shanghai Titans     | Shanghai Titans     | Shanghai Titans     | 24                  | 38                  |            |            |  |  |        |        |        |  |
|  | Shanghai Titans     | Shanghai Titans     |                     |                     |                     |                     |            |            |  |  |        |        |        |  |
|  | Chongqing Dockers   | Chongqing Dockers   | 6                   |                     |                     |                     |            |            |  |  |        |        |        |  |
|  | Chongqing Dockers   | Chongqing Dockers   | 6                   |                     | Shanghai Titans     | Shanghai Titans     | 28         |            |  |  |        |        |        |  |
|  |                     |                     |                     |                     |                     |                     |            |            |  |  |        |        |        |  |
|  |                     |                     | Shanghai Nighthawks | Shanghai Nighthawks | 6                   |                     |            |            |  |  |        |        |        |  |
|  | Shanghai Warriors   | Shanghai Warriors   | Shanghai Nighthawks | Shanghai Nighthawks | 6                   | 14                  |            |            |  |  |        |        |        |  |
|  | Shanghai Warriors   | Shanghai Warriors   |                     |                     |                     |                     |            |            |  |  |        |        |        |  |
|  | Shanghai Nighthawks | Shanghai Nighthawks | 28                  |                     |                     |                     |            |            |  |  |        |        |        |  |
|  | Shanghai Nighthawks | Shanghai Nighthawks | 28                  |                     | Shanghai Nighthawks | Shanghai Nighthawks | 20         |            |  |  |        |        |        |  |
|  |                     |                     |                     |                     | Shanghai Nighthawks | Shanghai Nighthawks | 20         |            |  |  |        |        |        |  |
|  |                     |                     | Chengdu Pandaman    | Chengdu Pandaman    | 14                  |                     |            |            |  |  |        |        |        |  |
|  | Guangzhou Apaches   | Guangzhou Apaches   | Chengdu Pandaman    | Chengdu Pandaman    | 14                  | 16                  |            |            |  |  |        |        |        |  |
|  | Guangzhou Apaches   | Guangzhou Apaches   |                     |                     |                     |                     |            |            |  |  |        |        |        |  |
|  | Chengdu Pandaman    | Chengdu Pandaman    | 26                  |                     |                     |                     |            |            |  |  |        |        |        |  |

### Quarti di finale
| 26 novembre 2016 | Shanghai Warriors | 14 – 28 | Shanghai Nighthawks |  |

| 27 novembre 2016 | Hong Kong Warhawks | 8 – 28 | Guangzhou Tigers |  |

| 3 dicembre 2016 | Guangzhou Apaches | 16 – 26 | Chengdu Pandaman |  |

| 4 dicembre 2016 | Shanghai Titans | 38 – 6 | Chongqing Dockers |  |

### Semifinali
| 17 dicembre 2016 | Shanghai Nighthawks | 20 – 14 | Chengdu Pandaman |  |

| 17 dicembre 2016 | Guangzhou Tigers | 23 – 24 | Shanghai Titans |  |

### IV Finale
| 14 gennaio 2017 | Shanghai Titans | 28 – 6 | Shanghai Nighthawks |  |

## Verdetti
- Shanghai Titans Campioni della Cina 2016